# Samuel Rožnay
Samuel Rožnay (27. července 1787, Zvolen, Rakousko ₋ 14. listopadu 1815, Banská Bystrica, Rakousko) byl básník, překladatel, učitel a evangelický kněz.
Rožnay pocházel z řemeslnické rodiny. V letech 1799–1802 studoval v Banské Bystrici, v letech 1802-1808 potom na evangelickém lyceu v Bratislavě. Mezi lety 1810-1812 studoval teologii na univerzitě v Tübingenu. Od roku 1812 pracoval jako vychovatel v rodině barváře Ľ. Kolbenheyera. Byl také konrektorem gymnázia v Banské Bystrici a evangelickým farář v Horní Mičiné. Od roku 1815 zastával pozici evangelického faráře i v Banské Bystrici, kde se přátelil s Janem Kollárem a ovlivnil jeho literární a slovanskou orientaci. Rožnay byl průkopníkem uměleckého překladu ve slovenské literatuře. Během bratislavských studií se pod vlivem Juraje Palkoviče věnoval básnické, ale hlavně překladatelské činnosti. Věnoval se i publicistice a slavistickým bádáním, vlastnil bohatou knihovnu slovanské literatury.